# Porsche Carrera Cup France 2017
Navigation
2016 2018
La Porsche Carrera Cup France 2017 est la 31e édition de cette catégorie monotype.
En 2017, la Porsche Carrera Cup France conserve un règlement identique à la saison précédente avec la poursuite d'un Trophée France - Benelux organisé sur trois des six épreuves du calendrier. Les pilotes de toutes les nationalités sont éligibles.
Trois classements distincts sont proposés : un classement général qui regroupe l'ensemble des pilotes, un classement réservé aux Gentlemen Drivers (pilotes "B" - niveau Bronze dans la classification FIA - uniquement) et un classement Rookies Jeunes Talents réservé aux pilotes de moins de 26 ans qui participent à leur première saison complète en Porsche Carrera Cup France.
Les deux premières manches de la saison sont disputées en lever de rideau du Championnat du Monde d'Endurance, d'abord à Spa-Francorchamps, puis aux 24 Heures du Mans avec l'ajout de concurrents venus des Porsche Carrera Cup du monde entier pour porter le nombre de partants à soixante.
Vainqueur de la Porsche Carrera Cup France 2007, Patrick Pilet reste le parrain de la catégorie.

## Repères de débuts de saison
Système de points
| Système de Points | Système de Points | Système de Points | Système de Points | Système de Points | Système de Points | Système de Points | Système de Points | Système de Points | Système de Points | Système de Points | Système de Points | Système de Points | Système de Points | Système de Points | Système de Points |
| Position          | Position          | Position          | Position          | Position          | Position          | Position          | Position          | Position          | Position          | Position          | Position          | Position          | Position          | Position          |                   |
| 1er               | 2e                | 3e                | 4e                | 5e                | 6e                | 7e                | 8e                | 9e                | 10e               | 11e               | 12e               | 13e               | 14e               | 15e               |                   |
| ----------------- | ----------------- | ----------------- | ----------------- | ----------------- | ----------------- | ----------------- | ----------------- | ----------------- | ----------------- | ----------------- | ----------------- | ----------------- | ----------------- | ----------------- | ----------------- |
| 20                | 18                | 16                | 14                | 12                | 10                | 9                 | 8                 | 7                 | 6                 | 5                 | 4                 | 3                 | 2                 | 1                 |                   |

1 point supplémentaire est attribué à l'auteur de la pole position et autre à l'auteur du meilleur tour en course. Le système est le même pour le classement Gentlemen Drivers.

## Engagés
Le modèle aligné reste le même que les trois années précédentes : Porsche 991 GT3 Cup.
| Equipe                    | Voiture             | No. | Pilote              | Cat. | Manches     |
| ------------------------- | ------------------- | --- | ------------------- | ---- | ----------- |
| Racing Technology         | Porsche 991 GT3 Cup | 1   | Lucile Cypriano     | A R  | 1-2-3-4-5-6 |
| Racing Technology         | Porsche 991 GT3 Cup | 44  | Sylvain Noël        | B    | 1           |
| Racing Technology         | Porsche 991 GT3 Cup | 44  | Jimmy Antunes       | A    | 6           |
| Saintéloc                 | Porsche 991 GT3 Cup | 7   | Vincent Beltoise    | A    | 1-2-3-4-5-6 |
| Saintéloc                 | Porsche 991 GT3 Cup | 12  | Enzo Samon          | A R  | 1-2-3-4-5-6 |
| Sébastien Loeb Racing     | Porsche 991 GT3 Cup | 9   | Joffrey de Narda    | A    | 1-2-3-4-5-6 |
| Sébastien Loeb Racing     | Porsche 991 GT3 Cup | 11  | Roar Lindland       | B    | 1-2-3-4-5-6 |
| Sébastien Loeb Racing     | Porsche 991 GT3 Cup | 27  | Valentin Hasse-Clot | A R  | 1-2-3-4-5-6 |
| Sébastien Loeb Racing     | Porsche 991 GT3 Cup | 911 | Christophe Lapierre | B    | 1-2-3-4-5-6 |
| Martinet by Alméras       | Porsche 991 GT3 Cup | 10  | Florian Latorre     | A    | 1-2-3-4-5-6 |
| Martinet by Alméras       | Porsche 991 GT3 Cup | 23  | Brenton Grove       | B    | 1           |
| Martinet by Alméras       | Porsche 991 GT3 Cup | 55  | Nicolas Misslin     | B    | 1-2-3-4-5-6 |
| Martinet by Alméras       | Porsche 991 GT3 Cup | 88  | Stéphane Denoual    | B    | 1-2-3-4-5-6 |
| Martinet by Alméras       | Porsche 991 GT3 Cup | 555 | Julien Andlauer     | A    | 1-2-3-4-5-6 |
| Tsunami RT                | Porsche 991 GT3 Cup | 13  | Oleksandr Gaidai    | B    |             |
| Tsunami RT                | Porsche 991 GT3 Cup | 15  | Léo Reimann         | B    | 1-2-3-4-5-6 |
| Tsunami RT                | Porsche 991 GT3 Cup | 21  | Alessio Rovera      | A    | 1-2-3       |
| IMSA                      | Porsche 991 GT3 Cup | 16  | Maxime Gimbert      | A R  | 1           |
| TOKSPORT WRT              | Porsche 991 GT3 Cup | 35  | Umit Ulku           | B    | 1-2-3-6     |
| TOKSPORT WRT              | Porsche 991 GT3 Cup | 53  | Ayhancan Güven      | A R  | 1-2-3       |
| RMS                       | Porsche 991 GT3 Cup | 56  | Howard Blanks       | B    | 1-2-3-4-6   |
| RMS                       | Porsche 991 GT3 Cup | 56  | Yannick Mallegol    | B    | 1-3-4-5-6   |
| Team 85 / Bourgoin Racing | Porsche 991 GT3 Cup | 85  | Antoine Jung        | A R  | 1-2-3-4-5   |
| Team 85 / Bourgoin Racing | Porsche 991 GT3 Cup | 85  | Romain Bera         | B    | 6           |
| Attempto Racing           | Porsche 991 GT3 Cup | 53  | Ayhancan Güven      | A R  | 4-5-6       |
| Mentos Racing             | Porsche 991 GT3 Cup | 888 | Egidio Perfetti     | B    | 1-2-3-5-6   |
| Mentos Racing             | Porsche 991 GT3 Cup | 888 | Philip Hamprecht    | A    | 4           |
| MTECH                     | Porsche 991 GT3 Cup | 109 | Thomas Karlsson     | B    | 5           |
| MTECH                     | Porsche 991 GT3 Cup | 121 | Magnus Öhman        | B    | 5           |

| Icône | Catégorie                         |
| ----- | --------------------------------- |
| A     | Championnat A                     |
| B     | Championnat B (Gentlemen Drivers) |
| R     | Rookies                           |

## Calendrier de la saison 2017
| Manche | Manche | Date         | Compétition                                           | Circuit                        | Lieu          | Pays                               |
| ------ | ------ | ------------ | ----------------------------------------------------- | ------------------------------ | ------------- | ---------------------------------- |
| 1      | C1     | 5 mai        | WEC 6 Heures de Spa-Francorchamps                     | Circuit de Spa-Francorchamps   | Francorchamps | Belgique                           |
| 1      | C2     | 6 mai        | WEC 6 Heures de Spa-Francorchamps                     | Circuit de Spa-Francorchamps   | Francorchamps | Belgique                           |
| 2      | C      | 16 juin      | WEC 24 Heures du Mans                                 | Circuit des 24 Heures du Mans  | Le Mans       | Pays de la Loire, France           |
| 3      | C1     | 1er juillet  | CFC Dijon-Prenois                                     | Circuit Dijon-Prenois          | Prenois       | Bourgogne-Franche-Comté, France    |
| 3      | C2     | 2 juillet    | CFC Dijon-Prenois                                     | Circuit Dijon-Prenois          | Prenois       | Bourgogne-Franche-Comté, France    |
| 4      | C1     | 9 septembre  | CFC Magny-Cours                                       | Circuit de Nevers Magny-Cours  | Magny-Cours   | Bourgogne-Franche-Comté, France    |
| 4      | C2     | 10 septembre | CFC Magny-Cours                                       | Circuit de Nevers Magny-Cours  | Magny-Cours   | Bourgogne-Franche-Comté, France    |
| 5      | C1     | 30 septembre | CFC Barcelone / Blancpain GT Festival de la Velocidad | Circuit de Barcelona-Catalunya | Montmeló      | Espagne                            |
| 5      | C2     | 1er octobre  | CFC Barcelone / Blancpain GT Festival de la Velocidad | Circuit de Barcelona-Catalunya | Montmeló      | Espagne                            |
| 6      | C1     | 14 octobre   | CFC Finale Paul-Ricard                                | Circuit Paul-Ricard            | Le Castellet  | Provence-Alpes-Côte d'Azur, France |
| 6      | C2     | 15 octobre   | CFC Finale Paul-Ricard                                | Circuit Paul-Ricard            | Le Castellet  | Provence-Alpes-Côte d'Azur, France |

## Déroulement de la saison et faits marquants du championnat
Lors de l'unique journée d'essais collectifs avant le lancement de la saison 2017, Joffrey de Narda (Sébastien Loeb Racing) signe le meilleur temps de la Porsche Carrera Cup France sur le Circuit de Nevers Magny-Cours. Dix-sept pilotes étaient en piste. Le meilleur temps des "B" revient à Christophe Lapierre, tandis que parmi les débutants, c'est Valentin Hasse-Clot qui se montre le plus rapide.
Pour la première manche de la saison, disputée en lever de rideau des 6 Heures de Spa-Francorchamps WEC, Julien Andlauer réalise un week-end parfait avec les meilleurs temps des deux séances qualificatives, deux victoires et deux meilleurs tours en course. En Course 1, il est accompagné par Florian Latorre et Vincent Beltoise sur le podium. Le lendemain, Joffrey de Narda et Antoine Jung prennent les deuxième et troisième places. Deux vainqueurs différents s'imposent respectivement en B et en Rookies avec Roar Lindland et Nicolas Misslin chez les Gentlemen et Valentin Hasse-Clot et Antoine Jung chez les débutants.
Au Mans, la Porsche Carrera Cup France était disputée au cœur d'un peloton de 61 Porsche 911 GT3 Cup dans le cadre de la Porsche Carrera Cup Le Mans, dont le départ fut donné en lever de rideau de la 85e édition des 24 Heures du Mans, remportée par Porsche. Face aux pilotes de la Porsche Carrera Cup GB et de la Porsche GT3 Cup Challenge Benelux, ainsi que des pilotes venus du monde entier, Florian Latorre signait la pole position. En course, de multiples contacts éliminaient le poleman dès le premier tour. Le Britannique Dan Cammish finissait par s'imposer devant Dino Zamparelli et Alessio Rovera, premier classé des pilotes de la Porsche Carrera Cup France. Le podium spécifique était complété par Joffrey de Narda et Valentin Hasse-Clot, auteur du meilleur tour en course. Parmi les B, Christophe Lapierre s'imposait au général, devant Nicolas Misslin et Roar Lindland.
Julien Andlauer récidive avec deux nouvelles victoires à Dijon. À quelques jours de son 18e anniversaire, le pilote Martinet by Alméras reprend la tête de la Porsche Carrera Cup France qu’il avait abandonnée au Mans. Une averse est venue mouiller la piste avant le départ de la première course. Alors que tous les pilotes sont arrivés sur la grille en pneus pluie, Egidio Perfetti est parti des stands en slicks. Sur un circuit séchant, le pilote Mentos Racing s’est montré plus rapide que le reste du peloton en début de course. Lorsque la voiture de sécurité est entrée en piste à la suite de la sortie de Lucile Cypriano (Racing Technology), tous les leaders ont plongé dans les stands pour changer leurs pneumatiques. Plus à l’aise en slicks, Julien Andlauer est parvenu à prendre le dessus pour s’imposer devant Egidio Perfetti, premier B. Florian Latorre a complété le podium. Le dimanche, la piste est restée sèche. Florian Latorre a signé une troisième pole position consécutive. Premier au départ, il n’a pourtant pas résisté à Julien Andlauer. Julien Andlauer s’est imposé pour la quatrième fois en cinq courses, devant Florian Latorre et Joffrey de Narda (Sébastien Loeb Racing). En B, la victoire est revenue à Christophe Lapierre. Antoine Jung (Team Vendée Auto Sport) et Valentin Hasse-Clot (Sébastien Loeb Racing) se sont partagé les deux victoires en Rookie.
Le passage de la Porsche Carrera Cup France à Magny-Cours n’avait rien de décisif pour l’attribution du titre… Mais pour lancer un très long sprint qui se poursuivra à Barcelone et au Castellet, il était important de marquer de gros points. Florian Latorre, Julien Andlauer et Joffrey de Narda ont accaparé les deux podiums et, si Andlauer et de Narda ont conquis chacun une victoire, Latorre prend un point à ses principaux rivaux dans la course au titre. Dans le Championnat B, Christophe Lapierre et Nicolas Misslin se sont partagé les deux victoires. Dans cette catégorie également, le sprint est lancé avec Roar Lindland. Chez les Rookies, Ayhancan Güven - avec une nouvelle équipe Attempto Racing - et Valentin Hasse-Clot ont terminé dans le top 5 des deux courses. 
A Barcelone, pour la première fois dans le cadre d'un meeting de Blancpain GT Endurance Series, la Porsche Carrera Cup France retrouvait les concurrents du Porsche GT3 Cup Challenge Benelux. Avec 35 voitures en piste, Florian Latorre signait à nouveau deux pole positions pour poursuivre sa série de sept meilleurs temps en qualifications. En Course 1, il était surpris au départ par Julien Andlauer et Joffrey de Narda. Julien Andlauer décrochait sa sixième victoire en huit courses devant Joffrey de Narda et Ayhancan Güven. Le lendemain, Florian Latorre écopait d'un drive-through pour départ anticipé. La victoire revenait à Valentin Hasse-Clot, la première du rookie nommé Espoir Porsche Carrera Cup, devant Vincent Beltoise et Ayhancan Güven, pourtant parti de la trentième position ! Dans le classement B, Roar Lindland s'imposait à deux reprises pour récupérer la deuxième place du championnat derrière Christophe Lapierre.
Les quatre titres se jouaient lors de l'ultime rendez-vous sur le Circuit Paul Ricard, Florian Latorre poursuivait son exceptionnelle série de neuf pole positions consécutives. Julien Andlauer s'imposait pour la septième fois le samedi en devançant Vincent Beltoise et Joffrey de Narda. Seulement septième, Florian Latorre perdait ses chances de décrocher le titre. En B, Nicolas Misslin gagnait et se relançait dans la course au titre face à Christophe Lapierre. Valentin Hasse-Clot était le premier de l'année à décrocher un titre en Rookie. Le dimanche, Florian Latorre décrochait sa première victoire en Porsche Carrera Cup France devant Joffrey de Narda et Vincent Beltoise. Cinquième, Julien Andlauer devenait le plus jeune Champion de l'histoire de la Porsche Carrera Cup France. En B, Christophe Lapierre était victime d'un problème mécanique sur la grille de départ, mais Nicolas Misslin était aussi touché par une avarie. Si Egidio Perfetti, le titre B revenait finalement à Christophe Lapierre. Martinet by Alméras conservait le titre Teams.

## Résultats de la saison 2017
| Manche | Manche | Événement         | Pole position   | Meilleur tour       | Pilote vainqueur    | Équipe gagnante       | Vainqueur "B"       | Vainqueur "Rookie"  |
| ------ | ------ | ----------------- | --------------- | ------------------- | ------------------- | --------------------- | ------------------- | ------------------- |
| 1      | C1     | Spa-Francorchamps | Julien Andlauer | Julien Andlauer     | Julien Andlauer     | Martinet by Alméras   | Roar Lindland       | Valentin Hasse-Clot |
| 1      | C2     | Spa-Francorchamps | Julien Andlauer | Julien Andlauer     | Julien Andlauer     | Martinet by Alméras   | Nicolas Misslin     | Antoine Jung        |
| 2      | C1     | Le Mans           | Florian Latorre | Léo Reimann         | Léo Reimann         | Tsunami RT            | Christophe Lapierre | Valentin Hasse-Clot |
| 3      | C1     | Dijon             | Florian Latorre | Julien Andlauer     | Julien Andlauer     | Martinet by Alméras   | Egidio Perfetti     | Antoine Jung        |
| 3      | C2     | Dijon             | Florian Latorre | Joffrey de Narda    | Julien Andlauer     | Martinet by Alméras   | Christophe Lapierre | Valentin Hasse-Clot |
| 4      | C1     | Magny-Cours       | Florian Latorre | Joffrey de Narda    | Julien Andlauer     | Martinet by Alméras   | Christophe Lapierre | Ayhancan Güven      |
| 4      | C2     | Magny-Cours       | Florian Latorre | Julien Andlauer     | Joffrey de Narda    | Sébastien Loeb Racing | Nicolas Misslin     | Valentin Hasse-Clot |
| 5      | C1     | Barcelone         | Florian Latorre | Julien Andlauer     | Julien Andlauer     | Martinet by Alméras   | Roar Lindland       | Ayhancan Güven      |
| 5      | C2     | Barcelone         | Florian Latorre | Valentin Hasse-Clot | Valentin Hasse-Clot | Sébastien Loeb Racing | Roar Lindland       | Valentin Hasse-Clot |
| 6      | C1     | Le Castellet      | Florian Latorre | Julien Andlauer     | Julien Andlauer     | Martinet by Alméras   | Nicolas Misslin     | Ayhancan Güven      |
| 6      | C2     | Le Castellet      | Florian Latorre | Florian Latorre     | Florian Latorre     | Martinet by Alméras   | Egidio Perfetti     | Ayhancan Güven      |

## Classement saison 2017

### Classement Général
Après Le Castellet
| Classement | N°  | Prénom Nom          | Pays    | Team                           | Total |
| 1          | 555 | Julien Andlauer     | France  | Martinet by Alméras            | 187   |
| 2          | 9   | Joffrey de Narda    | France  | Sébastien Loeb Racing          | 178   |
| 3          | 10  | Florian Latorre     | France  | Martinet by Alméras            | 159   |
| 4          | 7   | Vincent Beltoise    | France  | Saintéloc                      | 148   |
| 5          | 27  | Valentin Hasse-Clot | France  | Sébastien Loeb Racing          | 124   |
| 6          | 53  | Ayhancan Guven      | Turquie | Toksport WRT / Attempto Racing | 112   |
| 7          | 911 | Christophe Lapierre | France  | Sébastien Loeb Racing          | 81    |
| 8          | 11  | Roar Lindland       | Norvège | Sébastien Loeb Racing          | 73    |
| 9          | 55  | Nicolas Misslin     | France  | Martinet by Alméras            | 67    |
| 10         | 21  | Alessio Rovera      | Italie  | Tsunami RT                     | 66    |
| 11         | 888 | Egidio Perfetti     | Norvège | Mentos Racing                  | 56    |
| 12         | 85  | Antoine Jung        | France  | Team 85                        | 51    |
| 13         | 1   | Lucile Cypriano     | France  | Racing Technology              | 46    |
| 14         | 12  | Enzo Samon          | France  | Saintéloc                      | 43    |
| 15         | 15  | Léo Reimann         | France  | Tsunami RT                     | 39    |
| 16         | 88  | Stéphane Denoual    | France  | Martinet by Alméras            | 37    |
| 17         | 35  | Umit Ulku           | Turquie | Toksport WRT                   | 13    |
| 18         | 56  | Yannick Mallegol    | France  | RMS                            | 9     |
| 19         | 56  | Howard Blank        | USA     | RMS                            | 3     |
| 20         | 16  | Maxime Gimbert      | France  | IMSA Performance               | 2     |

### Classement Gentlemen Drivers
| Classement | N°  | Nom Prénom          | Pays       | Team                  | Total |
| 1          | 911 | Christophe Lapierre | France     | Sébastien Loeb Racing | 170   |
| 2          | 55  | Nicolas Misslin     | France     | Martinet by Alméras   | 162   |
| 3          | 11  | Roar Lindland       | Norvège    | Sébastien Loeb Racing | 161   |
| 4          | 15  | Thomas Nicolle      | France     | Tsunami RT            | 120   |
| 5          | 88  | Stéphane Denoual    | France     | Martinet by Alméras   | 118   |
| 6          | 888 | Egidio Perfetti     | Norvège    | Mentos Racing         | 117   |
| 7          | 35  | Umit Ulku           | Turquie    | Toksport WRT          | 72    |
| 8          | 56  | Yannick Mallegol    | France     | RMS                   | 42    |
| 9          | 56  | Howard Blank        | Etats-Unis | RMS                   | 27    |

### Classement "Rookies"
| Classement | N° | Nom Prénom          | Pays    | Team                           | Total |
| 1          | 27 | Valentin Hasse-Clot | France  | Sébastien Loeb Racing          | 134   |
| 2          | 53 | Ayhancan Guven      | Turquie | Toksport WRT / Attempto Racing | 118   |
| 3          | 85 | Antoine Jung        | France  | Garage Bourgoin                | 55    |
| 4          | 1  | Lucile Cypriano     | France  | Racing Technology              | 46    |
| 5          | 12 | Enzo Samon          | France  | Saintéloc                      | 43    |
| 6          | 16 | Maxime Gimbert      | France  | IMSA Performance               | 2     |

### Classement Teams
| Classement | Team                  | Total |
| 1          | Martinet by Alméras   | 346   |
| 2          | Sébastien Loeb Racing | 302   |
| 3          | Saintéloc             | 191   |
| 4          | Tsunami RT            | 105   |
| 5          | Mentos Racing         | 56    |
| 6          | Team 85               | 51    |
| 7          | Racing Technology     | 46    |
| 8          | Toksport WRT          | 39    |
| 9          | RMS                   | 12    |
| 10         | IMSA Performance      | 2     |

## Règlement
Dotations
Chaque pilote peut prétendre à des dotations à l’arrivée de chaque course et au terme de la saison.
| Classement en course | Dotations   |
| -------------------- | ----------- |
| 1                    | 3 700 euros |
| 2                    | 2 400 euros |
| 3                    | 1 500 euros |
| 4                    | 1 100 euros |
| 5                    | 1 000 euros |
| 6                    | 800 euros   |
| 7                    | 500 euros   |

| Classement final | Dotations    |
| ---------------- | ------------ |
| 1                | 45 000 euros |
| 2                | 25 000 euros |
| 3                | 15 000 euros |

Le vainqueur du classement Rookies Junior recevra une bourse de 15 000 euros pour poursuivre sa carrière avec Porsche Motorsport.
Les meilleures équipes sont également récompensées avec 6 000 euros pour le team le mieux classés, 3 500 euros pour le deuxième et 2 300 euros pour le troisième.
Depuis trois ans, Porsche France apporte son soutien à l’Espoir Carrera Cup France. Désigné par un jury selon des critères tels que les résultats, la condition physique et la qualité de présentation, cet Espoir reçoit une bourse de 30 000 euros. Le lauréat 2017 est Valentin Hasse-Clot.
Chaque année, l’équipe de la Porsche Carrera Cup France désigne l’un de ses pilotes pour la représenter au Porsche Motorsport Junior Programme. Les lauréats de ce challenge international reçoivent une bourse de 200 000 euros pour participer à la Porsche Mobil 1 Supercup. En 2017, le vainqueur de la saison, Julien Andlauer, y représentait la Porsche Carrera Cup France. À la suite des essaies, il devint le lauréat 2017 et devint alors Pilote Porsche Junior.

## Liste des références
1. ↑  « 911 GT3 Cup », sur porsche.fr, 27 avril 2016
2. ↑  « Règlement », sur porsche.fr, 10 avril 2017
3. ↑  « La promotion des Jeunes Talents », sur porsche.fr, 27 avril 2016